# Скиби
Ски́би — село в Україні, у Любомльській міській громаді Ковельського району Волинської області. Населення становить 524 осіб.
До 4 серпня 2017 року належало до Бірківської сільської ради.

## Географія
Скиби розташовані за 7 кілометрів на схід від міста Любомль. На відстані 2 км на південь від села проходить міжнародна автомагістраль E373 (збігається із М07) Варшава-Люблін-Ковель-Сарни-Коростень-Київ.
У селі розміщений залізничний зупинний пункт Скіби, через південну околицю населеного пункту проходить залізниця Київ-Варшава. Село має автобусне і залізничне сполучення з Любомлем та Ковелем.
У лісовому масиві на південний схід від села знаходиться лісовий заказник місцевого значення Підгородненський.

## Історія
Село засноване у 1533 році обабіч шляху, що сполучав Любомль з Ковелем.
За Люблінською унією 1569 року вся Волинь, а в її складі і Володимирський повіт, до якого входило село Скиби, підпала під владу Польщі. В 1768 році село разом з усім Любомльським староством польська корона передала у приватне володіння великому магнатові графу Ксаверію Браницькому.
1795 року, після третього поділу Польщі, Західна Волинь була приєднана до Росії. Село Скиби стало входити до складу Волинської губернії. Позитивно вплинула на економічне становище села залізниця Любомль-Ковель (гілка залізниці Київ-Варшава), побудована в 1874 році.

У книзі Олександра Цинкаловського «Стара Волинь і Волинське Полісся» зустрічаємо такі рядки: 
| | \| СКИБА або СКИБИ, село, Володимирський пов., Любомельська вол., 65 км від Володимира. Колись село належало до Любомельського староства. В кінці 19 ст. було там 68 домів і 500 жителів, дерев'яна церква, невідомо коли і ким побудована.[4] \| |
| СКИБА або СКИБИ, село, Володимирський пов., Любомельська вол., 65 км від Володимира. Колись село належало до Любомельського староства. В кінці 19 ст. було там 68 домів і 500 жителів, дерев'яна церква, невідомо коли і ким побудована. | |

В 1914 році, коли розпочалася Перша світова війна, 60 сімей із 90 під загрозою окупації німецькими та австрійськими військами евакуювались у глиб Центральної Росії. Масове повернення біженців на батьківщину тривало до 1921 року.
За Ризьким мирним договором 1921 року, західна Україна, в тому числі і Скиби, стали складовою частиною Любомльського повіту, що увійшов до Волинського воєводства Польщі. В 30-ті роки в селі діяв осередок КПЗУ і КСМУ. 1 травня 1936 року в селі комуністи вивісили червоний прапор і герб СРСР. Селяни організовували сільськогосподарські страйки, зокрема 16 жовтня 1934 року та 1 серпня 1936 року.
Скибська загальноосвітня школа І-ІІ ст. побудована в 1932 році. Вона була 4-класною, а навчання здійснювалося польською мовою. Нині у школі навчається 72 учні.
19 липня 2020 року, в результаті адміністративно-територіальної реформи та ліквідації Любомльського району, громада увійшла до складу Ковельського району.

## Населення
Згідно з переписом УРСР 1989 року чисельність наявного населення села становила 485 осіб, з яких 228 чоловіків та 257 жінок.
За переписом населення України 2001 року в селі мешкали 524 особи.

### Мова
Розподіл населення за рідною мовою за даними перепису 2001 року:
| Мова       | Відсоток |
| ---------- | -------- |
| українська | 99,62 %  |
| білоруська | 0,19 %   |
| російська  | 0,19 %   |

## Соціальна інфраструктура
- загальноосвітня школа І-ІІ ступеня;
- будинок культури;
- бібліотека;
- фельдшерсько-акушерський пункт;
- магазин[9].

## Релігія
Село приписане до церкви святих і праведних Іоакима і Анни, яка збудована в 2006 році у сусідньому селі Бірки.
Церква "Християн Віри Євангельської"
Члени церкви приблизно 40 осіб.